# Pueblo bandi
El pueblo bandi también conocido como bande, gbande, gbundi o gbandi forma parte del grupo mandé. Se ubican en el sur-sureste de Sierra Leona, noroeste de Liberia (Lofa) y en tierras del suroeste de Guinea. En 2020 su población se estimaba en 161.000 miembros entre las comunidades asentadas en Liberia y Guinea. No se debe confundir con los bandi o ngbandis del Congo, perteneciente al grupo gilima.

## Lengua
Todos ellos hablantes del idioma bandi, perteneciente al grupo de lenguas mandé, de la familia lingüística Níger-Congo.  El bandi tiene seis dialectos: hasala, hembeh, lukasa, wawana, wulukoha y tahamba.

## Ambiente
Viven en la zona de bosque tropical, con temperaturas 30° casi todo el año. Las aldeas bande son pequeñas y con las casas agrupadas. Diseñan sus viviendas con paredes de barro y paja de una altura apenas mayor que la de un hombre. Los techos son cónicos y de pajas. La casa situada en el centro del poblado suele ser la del jefe o líder de grupo que la habita con su familia. Rodean el perímetro de la aldea con una densa arbolada.

## Economía
Son un pueblo de tradición agrícola. El arroz es el producto principal para la subsistencia. Complementan con la producción de café, aceite de palma, caucho y pesca.

## Religión
Mantienen las tradiciones etno-religiosas aunque existen comunidades cristianas e islámicas. En el siglo XXI la etno-religión es seguida por el 80% de la población bandi, mientras que en las comunidades cristianas participa un 10%, y otro 10% en las musulmanas.
El islamismo se topó con una fuerte resistencia en el territorio de los bandi, actual condado de Lofa, donde los sistemas sociales y políticos relativamente centralizados, respaldados por una cultura resistente, proporcionaron un baluarte contra los difusores mandingos del Islam. A esto se debe el carácter residual de la religión musulmana en la cultura bandi, en contraste con la gran recepción que tuvo en los vai y los kpelle.
La resistencia de los bandi (debido a la fortaleza de sus creencias tradicionales) se vio reforzada por el apoyo desde Monorovia que veía con recelo la expansión del Islam y la educación coránica, ya que era gobernada por américo-liberianos de extracción occidental y cristiana.  Por lo tanto, apoyó la expansión de las misiones cristianas en el interior como un contrapeso a la amenaza percibida.

## Sociedad
Practican la poligamia y siguen una línea patriarcal de identidad familiar. La cantidad de esposas aumenta el prestigio del hombre y el tamaño de la familia es símbolo de riqueza y prosperidad.

## Historia
Formó parte de los pueblos nativos que rechazaron la instalación de los colonos américo-liberianos en el siglo XIX y principios del siglo XX.